# Lymantriades baruensis
Lymantriades baruensis är en fjärilsart som beskrevs av Collenette 1932. Lymantriades baruensis ingår i släktet Lymantriades och familjen tofsspinnare. Inga underarter finns listade i Catalogue of Life.